# Pius X-kerk (Heerlen)
De Pius X-kerk was een rooms-katholiek kerkgebouw in de Heerlense wijk Molenberg, gelegen aan Voskuilenweg 82.

## Geschiedenis
De kerk werd ontworpen door Theo Boosten en de bouw ervan begon in 1961, en in 1962 werd de kerk in gebruik genomen. De losstaande klokkentoren, die in het ontwerp was opgenomen, werd nimmer gebouwd.
Spoedig bleek de kerk te groot. Uiteindelijk trad verval in en in 1991 vielen de ramen ten prooi aan vandalisme. In 1992 werd de kerk onttrokken aan de eredienst, doch de laatste Mis werd pas in 1996 opgedragen. Plannen om het gebouw een andere bestemming te geven, zoals een pastoraal centrum en -later- een gezondheidscentrum, leden schipbreuk. In 1998 werd de kerk gesloopt.

## Gebouw
Het betrof een zaalkerk op rechthoekige plattegrond met plat dak, opgetrokken in baksteen met toepassing van breuksteen aan de koorzijde.